# III. Szeleukosz szeleukida uralkodó
III. Szeleukosz Szótér Keraunosz (Σέλευκος Σωτήρ Κεραυνός, Kr. e. 243 – Kr. e. 222 áprilisa vagy júniusa) ókori hellenisztikus király, a Szeleukida Birodalom ötödik uralkodója (Kr. e. 225-től haláláig), II. Szeleukosz Kallinikosz és II. Laodiké gyermeke volt. Melléknevei közül a Szótér (Megmentő) volt a legelterjedtebb, de Keraunoszként (Mennydörgés) is ismerték.
Kr. e. 226-ban, apja trákiai elestét követően került trónra. Rövid uralkodása alatt kísérletet tett a Pergamon elszakadása miatt megrendült anatóliai befolyás helyreállítására, de az I. Attalosz király elleni harcban nem ért el sikert; végül udvaroncai megmérgezték. A hadsereg ekkor egy oldalági rokonát, Akhaioszt kiáltotta ki uralkodóvá, aki lemondott öccse, III. (Nagy) Antiokhosz javára.